# 罗布林卡路

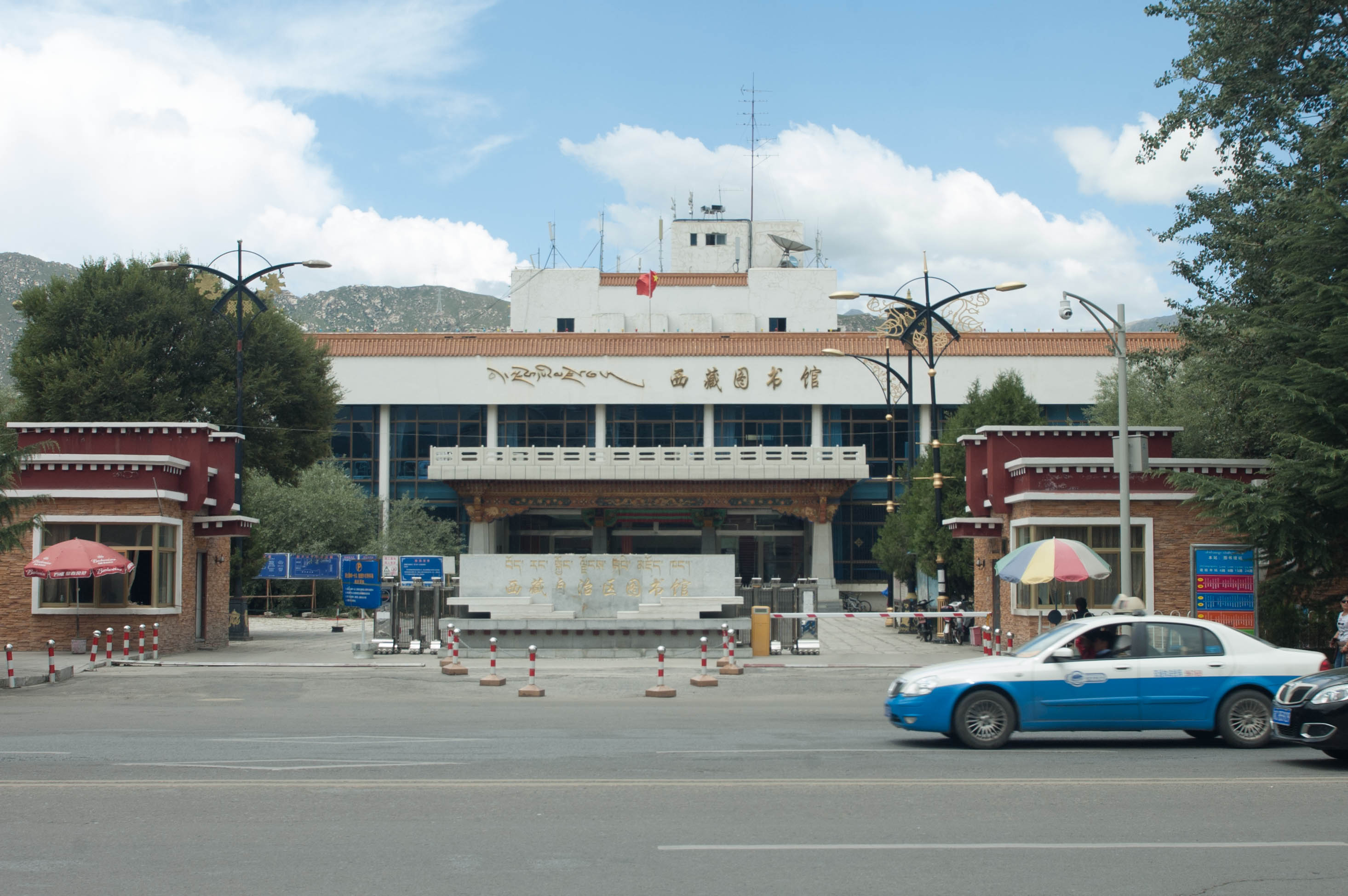
2013年西藏图书馆及其南侧的罗布林卡路

罗布林卡路，是西藏自治区拉萨市的一条主要道路。

## 简介
罗布林卡路是一条自西南向东北的道路。西通罗布林卡东侧的大门，与民族中路、民族南路相接。东接北京中路。道路中段与林廓西路相接。沿途有西藏图书馆、西藏博物馆、药王山等单位。
2013年春，拉萨市园林局将罗布林卡路东段的红叶李全部移走，改种86棵红梅树，另外还有雪松。这是为创建国家园林城市，打造“一街一景”。